# Wassil Lewski

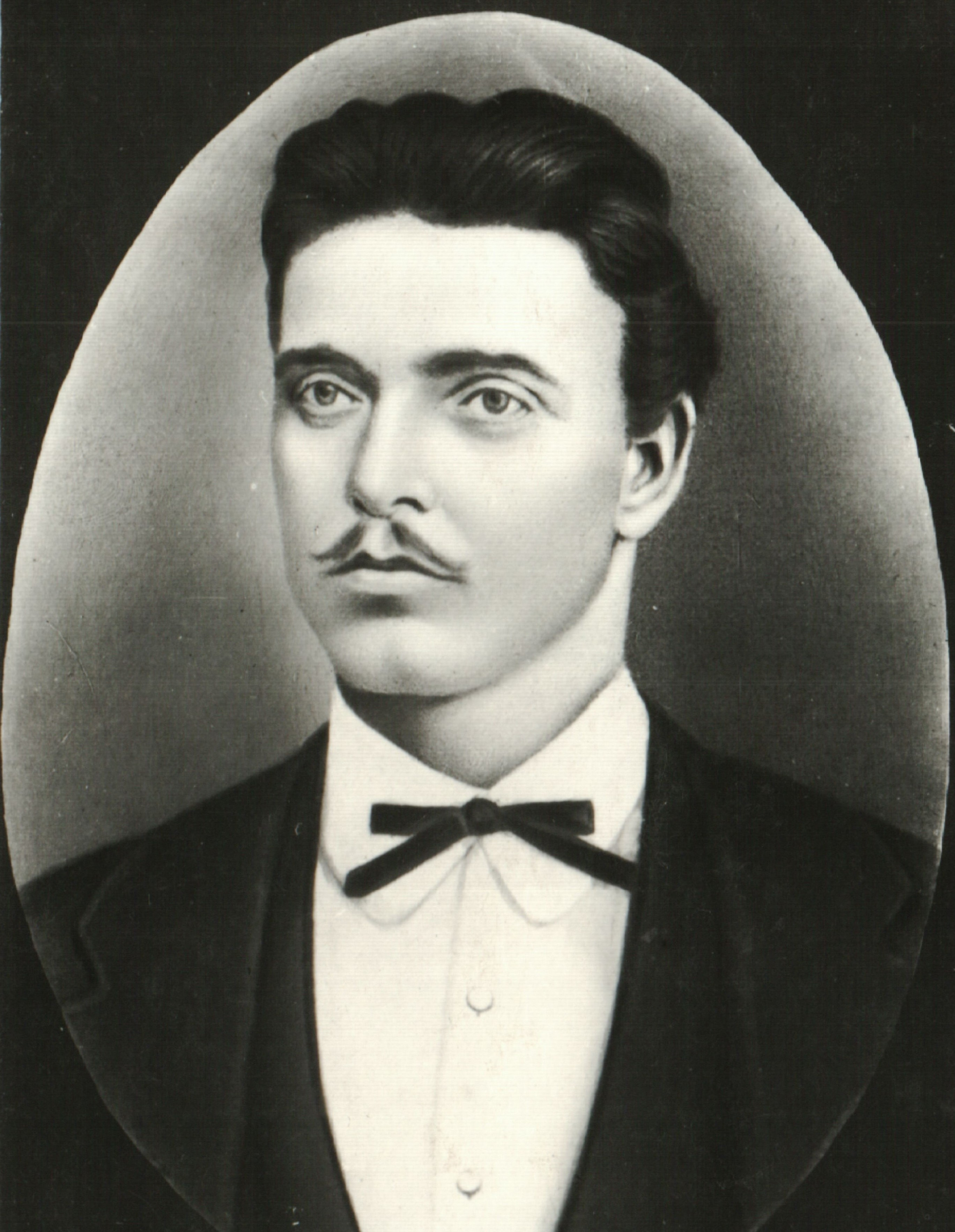
„Falls ich gewinne, gewinne ich für ein ganzes Volk – falls ich verliere, verliere ich nur mich.“ – Wassil Lewski

Wassil Lewski (auch Vasil Levski geschrieben, bulgarisch Васил Левски, altbulgarisch Василъ Львскій, „der Löwengleiche“; * 6. Julijul. / 18. Juli 1840greg. in Karlowo; † 6. Februarjul. / 18. Februar 1873greg. in Sofia), geboren Wasil Iwanow Kuntschew (bulgarisch Васил Иванов Кунчев), bekannt auch als Diakon Ignatij (bulgarisch Дякон Игнатий) und Apostel der Freiheit (bulgarisch Апостола на Свободата), war orthodoxer Mönch und ein führender Revolutionär und Ideologe der bulgarischen Freiheitsbewegung, die am Ende eines „500 Jahre andauernden Jochs“ durch türkische Fremdherrschaft hauptsächlich in der orthodoxen Kirche zum Tragen kam.
Lewski war aktiv in der Zeit der nationalen Wiedergeburt, die nach dem Krimkrieg (zehnter Russisch-Türkischer Krieg 1853–1856, mit Franzosen und Briten auf Seite der Osmanen) Fahrt aufnahm, aber erst nach türkischer Niederlage im Russisch-Osmanischen Krieg 1878 zur Teil-Herauslösung aus dem Osmanischen Reich führte, durch Gründung des Fürstentums Bulgarien. Lewski als Begründer der Inneren Revolutionären Organisation (IRO) und des Bulgarischen Revolutionären Zentralkomitees (BRZK) war bereits Anfang 1873 nach misslungenem Befreiungsversuch gehängt worden und gilt seither als Nationalheld.

## Namen
Wasil Lewski ist weder unter seinem offiziellen Namen noch unter seinem geistlichen Namen Diakon Ignatij bekannt. Er selbst unterschrieb in Dokumenten als Diakon Lewskij, seine Mitstreiter pflegten ihn Wasil Djakona oder nur Diakon manchmal auch Djakontscheto (das Diakönchen) zu nennen. Er hatte auch einige türkische Pseudonyme wie z. B. Aslan Derwischooglu Kirdschal, Efendi Aslan Derwischooglu sowie weitere bulgarische wie Der Hauptbuchhändler, Troptscho, Dragojtscho usw. einschließlich eines armenischen Pseudonyms – Ovanes. Nach seinem Tod, besonders ab den 1880er bzw. 1890er Jahren, begann man, ihn den Apostel der Freiheit zu nennen oder nur den Apostel, was auf Iwan Wazow zurückgeht.

## Leben

### Junge Jahre
Lewski kam am 18. Juli 1840 in Karlowo zur Welt. Seine Mutter hieß Gina Wassilewa Karaiwanowa, sein Vater Iwan Kuntschew Iwanow. Er besuchte die Schule in Karlowo. Im Jahre 1851 starb sein Vater und hinterließ drei Söhne, die sich um die Familie kümmern mussten. Ab 1855 wurde er als Novize zu seinem Onkel mütterlicherseits Archimandrit Hadschi Wasilij, einem Wandermönch aus dem Kloster Hilandar, geschickt. In den nächsten Jahren ging er zwei Jahre in Karlowo und Stara Sagora in die Klosterschule und durchlief einen einjährigen Priesterlehrgang. Am 7. Dezember 1858 wurde er Mönch und nahm den Namen Ignatij an. Im Jahre 1859 wurde er Archidiakon. 1861 wandte sich Lewski unter dem Einfluss von Georgi Sawa Rakowski ausschließlich dem revolutionären Befreiungskampf gegen die osmanisch-türkische Herrschaft in Bulgarien zu.

### Lewski der Revolutionär
1862 reiste er nach Belgrad, wo er in Rakowskis Erste Bulgarische Legion eintrat. Rakowski war der Erste, der die Idee der politischen Befreiung aus dem Volke heraus in die bulgarische Emigration und ins Volk in Bulgarien hinein trug. Als am 3. Juli 1862 in Belgrad Kämpfe zwischen den Serben und der osmanischen Garnison in der Festung Kalemegdan ausbrachen, griff die Legion auf der Seite der Serben ein. Als jedoch kein Krieg ausbrach, sah sich die serbische Regierung durch türkischen Druck gezwungen, die Legion aufzulösen. Dennoch war sie die erste Möglichkeit, in der junge bulgarische Freiheitskämpfer Kampferfahrung und Ideen sammelten, Netzwerke gründeten, die ihnen später im Kampf von Nutzen waren. Wegen seiner Geschicklichkeit und seines Muts in den Kämpfen bei Kalemegdan erhielt Kuntschew den Beinamen Lewski, dt. der Löwenhafte (aus dem bulgarischen Wort für Löwe – Лъв/Law). Nach der Auflösung der Legion schloss er sich zunächst dem aufständischen Trupp (Tscheta) von Iljo Wojwoda an. Im darauffolgenden Jahr zog er wie andere Mitglieder der Legion nach Plowdiw (osmanisch Filibe).
Für das Schuljahr 1863–1864 schrieb sich Lewski an der Plowdiwer Klassenschule als Diakon Ignatij ein. Unter seinen Mitschülern waren Iwan Geschow und Sachari Stojanow. Joakim Gruew war sein Lehrer. Im Frühjahr 1864, am Ostersonntag, schnitt Lewski in Gegenwart seiner engsten Vertrauten seine langen Mönchshaare ab. Von diesem Moment an wurde er der weltliche Diakon der Freiheit Wassil Lewski. Sein Onkel, Archimandrit Wasilij, versuchte noch eine kirchliche Ermittlung gegen seinen Neffen einzuleiten, die ihm persönlich vom Erzbischof von Plowdiw bei Androhung von Strafe verboten wurde. 1865 bis 1866 war Lewski Lehrer an verschiedenen Schulen. Als Lehrer versuchte Lewski die Menschen in bewaffneten patriotischen Gruppen für den kommenden Aufstand zu organisieren. 1866 lernte er Chadschi Dimitar und Stefan Karadscha kennen und traf erneut auf Rakowski.
1867 nahm Lewski an der Zweiten Bulgarischen Legion Rakowskis in Belgrad teil. Nach ihrer Auflösung versuchte er, mit einer Tscheta (Freischar) nach Bulgarien zu kommen, um einen Aufstand zu entfachen, wurde aber in Serbien verhaftet und ins Gefängnis geworfen. Nach seiner Befreiung fuhr er ins benachbarte Rumänien, wo er sich im April 1867 als Fahnenträger der Tscheta von Panajot Chitow anschloss. Chitow wurde zuvor von Rakowski zum „Obersten Bulgarischen Woiwoden“ (bulg. главен български войвода) erklärt. Damit unterstanden alle bulgarischen Tschetas der militärischen Führung von Chitow. Rakowski und Chitow zielten damit auf eine Koordination der militärischen Aktionen im Kampf gegen die osmanischen Herrscher. Nach dem überraschenden Tod Rakowskis am 28. April 1867 scheiterten die großen Pläne.
Nach den Misserfolgen mit den Tschetas plante Lewski, für einen erfolgreichen nationalen Befreiungskampf die zentrale Leitung der Aufstandsvorbereitung nach Bulgarien zu verlegen und ein Netz von revolutionären Komitees zu schaffen. Am 11. Dezember 1868 begann er seine erste Rundreise durch Bulgarien, die bis zum Februar 1869 dauerte. Ab Mai 1869 gelang es ihm in seiner zweiten Rundreise, revolutionäre Komitees im ganzen Land zu gründen. Zwischendurch kehrte er immer wieder nach Rumänien zurück und versuchte erfolglos, die Elite der bulgarischen Revolutionäre davon zu überzeugen, das revolutionäre Zentrum nach Bulgarien zu verlegen.
Ende 1869 nahm Lewski an der Gründung des Bulgarischen Revolutionären Zentralkomitees (BRZK) teil und wurde gemeinsam mit Ljuben Karawelow Vorsitzender des revolutionär-demokratischen Flügels. Danach widmete er sich weiter der Schaffung von revolutionären Komitees in Bulgarien. 1870 bestimmte er Lowetsch zum Zentrum der IRO – der „Provisorischen Regierung in Bulgarien“. Zwei Jahre später gründete er im Kloster von Trojan das erste Mönchskomitee.
1871 erarbeitete er das Programm und ein vorläufiges Statut für das BRZK. 1872 initiierte und organisierte er die erste allgemeine Versammlung des BRZK in Bukarest. Als Bevollmächtigter des BRZK für die Komitees in Bulgarien begann er die Innere Revolutionäre Organisation umzugestalten. Es wurden Kreiskomitees geschaffen.

### Festnahme und Hinrichtung

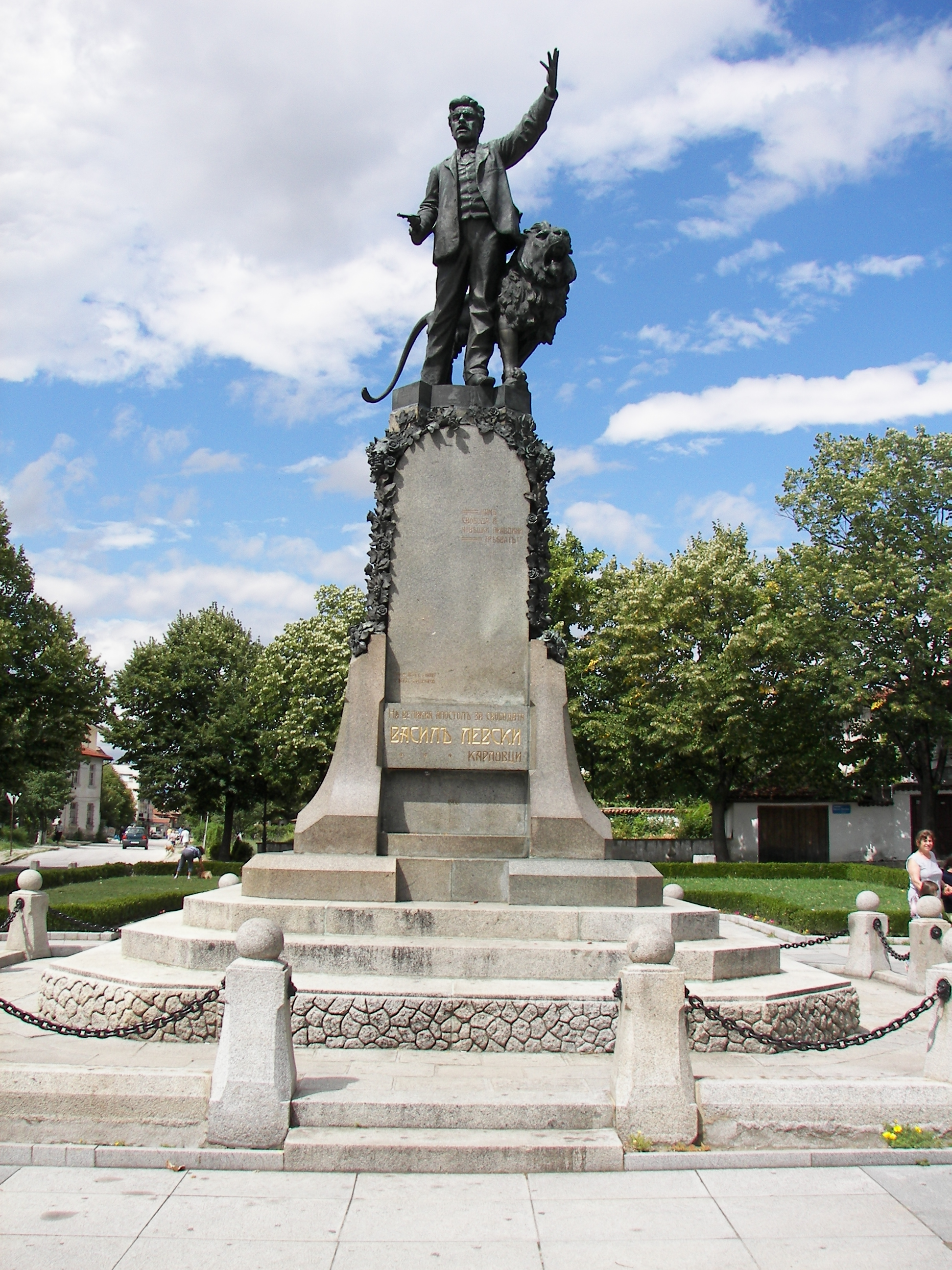
Lewski-Denkmal in Karlowo

Am 22. September 1872 wurde von Dimitar Obschti und weiteren führenden Vertretern der Revolutionsbewegung in der Region Tetewen, gegen den Willen Lewskis, ein Überfall auf einen osmanischen Postwagen am Gebirgspass Arabakonak durchgeführt. Mit den Postwagen wurden die Steuereinnahmen aus den Ländereien des osmanischen Sultans der Region Orchanie und Tetewen transportiert, die der Revolutionsbewegung zugutekommen sollten. Obwohl der Überfall erfolgreich war, bedeutete die anschließende durchgeführte Verhaftung der Teilnehmer einen schweren Rückschlag für die IRO.
Lewski und Karawelow wurden vom BRZK angewiesen, den Aufstand zu beginnen, aber er lehnte dies ab und beschloss, die Archive der IRO aus Lowetsch nach Rumänien in Sicherheit zu bringen. Am 1. Dezember trat Wassil Lewki seine Reise von Pasardschik nach Lowetsch in Begleitung des Komiteekuriers Nikola Raschanow an. Am 12. Dezember schrieb Lewski seinen letzten Brief an die Mitglieder des Komitees in Lowetsch. Zwei Tage später wurde in Sofia eine Spezialkommission unter der Leitung von General Ali Saib Pascha gebildet und den verhafteten Mitglieder der IRO und den Teilnehmern am Überfall der Prozess gemacht.
Am Nachmittag trat Lewski seine Reise zurück nach Rumänien an. In seiner Begleitung war Nikoltscho Zwetkow. Am Abend des 26. Dezembers erreichten beide den Chan (die Raststätte) von Christo Zonew bei Kakrina, in der Nähe von Lowetsch, und wollten am nächsten Tag über Sewliewo und Weliko Tarnowo den Weg nach Bukarest nehmen. Am Morgen des 27. Dezembers wurde der Chan von der türkischen Polizei umstellt; Lewski versuchte noch zu flüchten und wurde dabei verletzt.

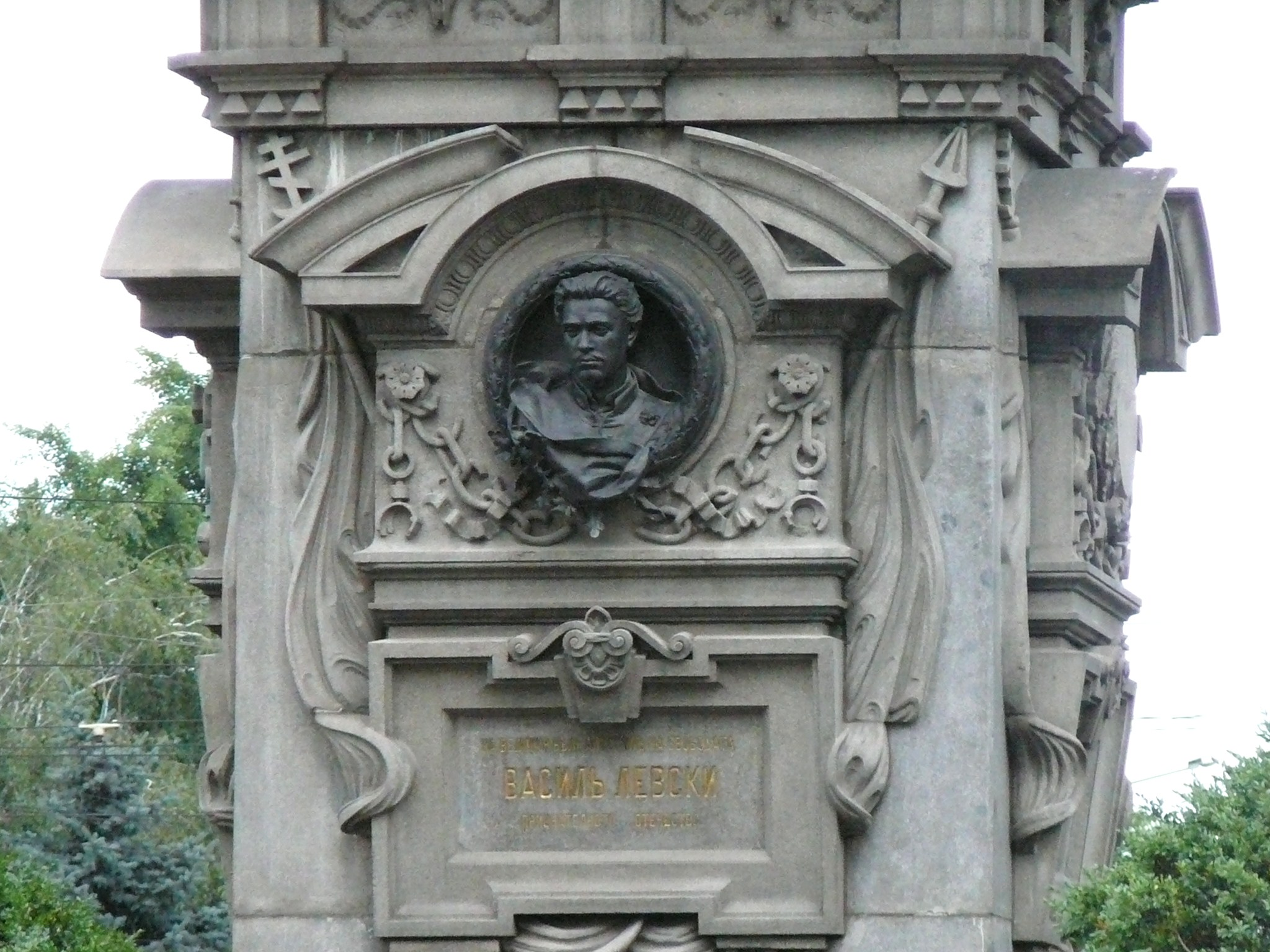
Denkmal am Ort der Hinrichtung von Wassil Lewski in Sofia

Nach seiner Verhaftung sollte er nach Konstantinopel gebracht werden, da der osmanische Sultan Abdülaziz sich näher für Lewski interessierte. Für diesen Fall sollte er mit der Bahn transportiert werden. Dabei organisierten die Komitees in Stara Sagora und Tschirpan mit Hilfe des Eisenbahningenieurs Jiří Prošek (aus Böhmen stammend) einen Plan für die Befreiung Lewskis. Stattdessen wurde Lewski nach Sofia gebracht. Am 4. Januar begann der Prozess gegen ihn, der am 14. Januar mit einem gerichtlichen Todesurteil sein Ende fand. Am 22. Januar 1873 wurde sein Todesurteil von Sultan Abdülaziz bestätigt.
Wassil Lewski wurde am 6. Februarjul. / 18. Februar 1873greg. in der Nähe von Sofia gehängt.
Heute befindet sich seine Richtstätte inmitten des bulgarischen Regierungsviertels im Zentrum von Sofia, wo zu einer späteren Zeit ein Denkmal zu seinen Ehren errichtet wurde. Der Denkmalort wurde vom bulgarischen Staat mit dem Europäischen Kulturerbe-Siegel ausgezeichnet.
Bei archäologischen Ausgrabungen in der Kirche Sv. Petka Samardschijska im Zentrum von Sofia wurde 1956 eine Grabstätte entdeckt, um die seitdem gestritten wird, ob es die Grabstätte Lewskis ist. Wissenschaftler bestreiten dies, jedoch legen die mündlichen Überlieferungen nahe, dass dies genau die Stelle sei, wo sein Leichnam heimlich begraben wurde. 1986 beschloss die Bulgarische Akademie der Wissenschaften (BAN), dort eine Gedenktafel anzubringen, was jedoch bisher nicht geschah.

## Revolutionstheorie und -ideen
Ende der 1860er Jahre entwickelte Lewski seine Revolutionstheorie, in der er die bulgarische Befreiungsbewegung als einen bewaffneten Aufstand aller im Osmanischen Reich lebenden Bulgaren beschrieb. Der Aufstand sollte durch eine inner-bulgarische, zentrale revolutionäre Organisation vorbereitet, gesteuert und koordiniert werden. Wesentliche Bestandteile einer solchen Organisation sollten von äußeren Einflüssen unabhängige, lokale Revolutionskomitees in allen Gebieten Bulgariens sein. Diese Theorie resultierte aus dem wiederholten Misslingen einer effektiven Umsetzung der Ideen von Rakowski, wie etwa dem Einsatz von im Ausland organisierten bewaffneten Einheiten (чети, Tscheti), um einen Volksaufstand zu provozieren. Lewskis Idee einer gänzlich unabhängigen Revolution hatte allerdings keinen breiten Rückhalt in der Bevölkerung – tatsächlich war er der einzige prominente bulgarische Revolutionär, der sich dafür einsetzte. Stattdessen sahen viele Bulgaren eine Intervention der Großmächte als wesentlich realistischere Lösung an.
Lewski stellte sich Bulgarien als eine demokratische Republik vor, wobei er gelegentlich Bezüge zur Erklärung der Menschen- und Bürgerrechte herstellte und größtenteils die liberalen Ideen der Französischen Revolution sowie zeitgenössischer westlicher Gesellschaften widerspiegelte. Er forderte, dass alle religiösen und ethnischen Gruppen in einem freien Bulgarien – ob Bulgaren, Türken, Juden oder andere – gleiche Rechte innehaben müssten. Er unterstrich zudem, dass die bulgarischen Revolutionäre gegen die Regierung des Sultans kämpften und nicht gegen die türkischen Menschen und deren Religion.
Lewski war bereit, sein Leben für die Revolution hinzugeben und Bulgarien sowie die bulgarischen Menschen über seine persönlichen Interessen zu stellen: „Wenn ich gewinne, gewinnt das ganze Volk – wenn ich verliere, verliere ich nur mich selbst.“ Er sah sich in einem befreiten Bulgarien nicht als nationaler Führer oder hochrangiger Regierungsbeamter. Hingegen plante er im Geiste von Garibaldi, andere unterdrückte Menschen auf der Welt bei ihrer Befreiung zu unterstützen, sobald ein bulgarischer Staat wiederhergestellt war. Er setzte sich zudem für eine „strenge und regelmäßige Buchhaltung“ in seiner Revolutionsorganisation ein und duldete keinerlei Korruption.

## Andenken
1875 schrieb der bulgarische Nationaldichter Christo Botew in sein Gedicht Die Erhängung Vasil Levskis:
[…] Weine! Dort nah bei der Stadt Sofia

erhebt sich, ich sah's, ein schwarzer Galgen,

und dein einziger Sohn, o Bulgarien,

hängt an ihm mit grauenvoller Kraft. […]
Der „Patriarch der bulgarischen Literatur“ Iwan Wasow widmete ihm das erste Poem in seiner Epopöe der Vergessenen. Heute tragen viele öffentliche Institutionen, Straßen und Orte seinen Namen, darunter die Stadt Lewski, der Flughafen der bulgarischen Hauptstadt Sofia, die Militäruniversität „Wasil Lewski“ Weliko Tarnowo, der Fußballclub Lewski Sofia, das bulgarische Nationalstadium, die Militärakademie und die Nationale Sportakademie „Wassil Lewski“ in Sofia. Dazu tragen der Levski Ridge und der Levski Peak auf der Livingston-Insel in der Westantarktis seinen Namen. Lewski wurde 2007 bei Welikite Balgari zum größten Bulgaren der Geschichte gewählt.
Einige Bulgaren ehren den Apostel der Freiheit bereits an seinem Hinrichtungstag. Traditionell finden jedoch am 19. Februar sowohl an seiner Richtstätte als auch im ganzen Land die offiziellen Gedenkfeiern mit Blumen- und Kranzniederlegungen sowie Andachtsgottesdiensten statt. In Lowetsch findet jährlich ein Gedenklauf bis zum Ort der Festnahme statt.

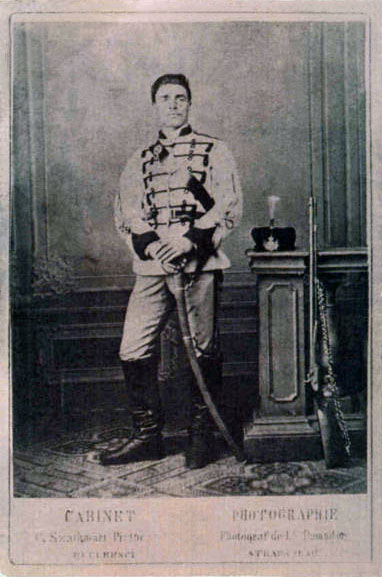
Lewski als Legionär in Belgrad
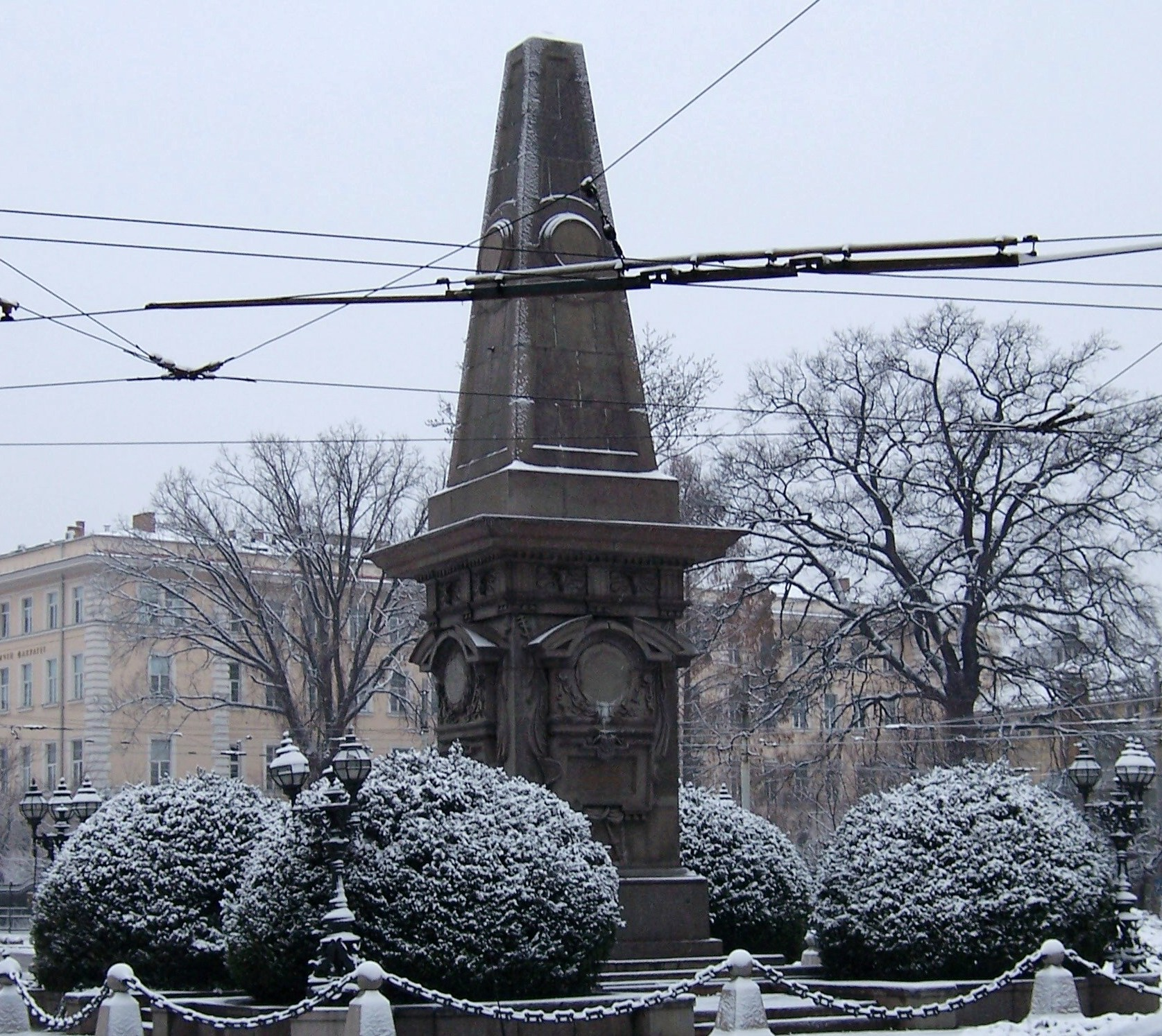
Das Denkmal an seiner Richtstätte in Sofia
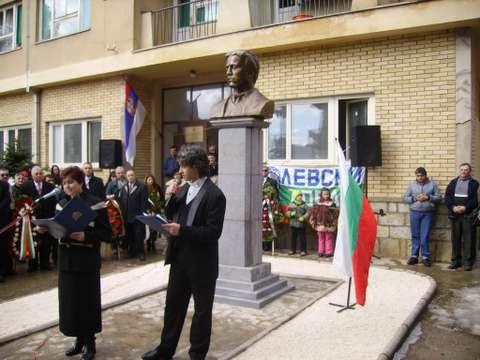
Wassil-Lewski-Gedenkfeier in Bosilegrad